# Поэнару, Константин
Константин Поэнару (рум. Constantin Poenaru; 8 апреля 1842, Бухарест, Валахия — 1912, Бухарест, Королевство Румыния — румынский государственный и военный деятель, дивизионный генерал, военный министр Королевства Румыния (1894—1895), начальник Генерального штаба румынской армии (1898—1901).

## Биография
В 1862—1866 годах учился в Императорской военно-штабной школе в Париже. В 1872—1977 годах командовал военно-инженерным батальоном. С 1876 года — подполковник. Участник Войны за независимость Румынии (1877—1878).
Во время Русско-турецкой войны 1877 года отличился при Осаде Плевны и Видина.
В 1887—1888 годах руководил Научным военным хранилищем. Занимал пост военного министра Королевства Румыния (1894—1895).
С 1898 по 1901 год — дивизионный генерал, занимал должность начальника Генерального штаба. Сосредоточился на обновлении планов мобилизации и боевых уставов. Он также разработал планы возможной оккупации Трансильвании, находившейся под властью Австро-Венгрии, предвидя энергичное наступление с нескольких направлений. Наконец, в интересах наблюдения за границей с Австро-Венгрией направил пехотные батальоны на горные перевалы Карпат.